# 萨尼茨
萨尼茨是德国梅克伦堡-前波美拉尼亚州的一个市镇。总面积82.36平方公里，总人口5762人，其中男性2901人，女性2861人（2011年12月31日），人口密度70人/平方公里。